# Сагардж
Сагардж (узб. Соғарж) — городок, находившийся к северо-западу от Самарканда на территории современного  Иштыханского тумана Самаркандской области Узбекистана. 

## История
Городок Сагардж был основан в раннем средневековье
Городок Сагардж упоминали в своих сочинениях авторы XII-XIIIвв. Самъани и ибн Якут 
Городок одним из местных центров науки и культуры. Здесь родился один из суфийских шейхов Бурхан аддин Сагарджи в честь которого Тимур (1336-1405) возвел мавзолей в Самарканде под названием Мавзолей Рухабад.
При правлении Шейбанидов Сагардж был центром особого удела – тюменя. 